# Осведоменост от разстояние
Осведоменост от разстояние (на английски: Ambient awareness) е термин използван от учени в областта на социалните и хуманитарни науки, с който се обозначава социалната осведоменост от разстояние, създадена чрез използването на виртуални социални мрежи.
Тази осведоменост става възможна чрез постоянния контакт с приятели, колеги и дори непознати чрез социални мрежи в интернет (например Facebook, Twitter, Google Plus, MySpace и много други).
Според Клайв Томпсън от The New York Times осведомеността от разстояние наподобява много това да си близо до някой човек в реалността и да долавяш настроението му от малките неща – език на тялото, въздишки, коментари и т.н. Немският професор Андреас Каплан определя осведомеността от разстояние като „осведоменост създадена чрез често или постоянно приемане на информационни фрагменти чрез социалните мрежи“. Чрез тази осведоменост например двама приятели могат да бъдат постоянно информирани за случващото се в живота на другия без да бъдат физически близо един до друг.
Предполага се, че осведомеността от разстояние става възможна за огромна част от хората с инсталирането на новинарския поток от страна на Facebook.